# Igor Kos
Igor Kos, né le 17 février 1978 à Zagreb, est un ancien joueur croate de handball. International A croate, il a parcouru 12 clubs de 7 pays différents au cours de sa carrière. Il a notamment remporté l'unique titre de Champion de France du SO Chambéry en 2001 .

## Palmarès

### En club
compétitions internationales
- Finaliste de la Ligue des champions en 1997, 1998 et 1999

compétitions nationales
- Champion de Croatie (3) : ..., 1997, 1998, 1999
- Vainqueur de la Coupe de Croatie (3) : ..., 1997, 1998, 1999
- Champion de France (1) : 2001
- Vainqueur de la Coupe de France (1) : 2002
- Finaliste de la Coupe de France (1) : 2002
- Vainqueur de la Coupe de Slovénie (1) : 2005
- Champion de Slovénie (1) : 2008
- Vainqueur de la Coupe ASOBAL (1) : 2009

### En équipe nationale
- Médaille d'or aux Jeux méditerranéens de 2001 à Tunis